# Biblioteca della Scienza e della Tecnica
La biblioteca della Scienza e della Tecnica dell’Università degli Studi di Pavia conserva materiale di ambito scientifico-tecnologico riferito all’ingegneria, all’architettura, alla matematica e alle scienze naturali, nata dall'accorpamento del patrimonio librario degli istituti e i dipartimenti della facoltà di Ingegneria, Ecologia del Territorio, Genetica e Microbiologia, Matematica, Scienze della Terra e Biologia Animale e conta un patrimonio di oltre 150.000 volumi, di cui 2.634 volumi antecedenti al XIX secolo, 7.293 periodici, 240 dei quali attivi, 5.000 carte geologiche e topografiche e più di 1.500 fotogrammi di foto aeree zenitali.

## Storia
La biblioteca della Scienza e della Tecnica fu creata nel 2009 dalla fusione di diverse biblioteche dell’ateneo: quella dell’Orto Botanico, sorta nel 1773 e poi passata, nel 1869, all’Istituto di Botanica e al laboratorio Crittogamico Italiano, quella di matematica, istituita da Eugenio Bertini (Forlì 1846-  Pisa 1933) nel 1885 grazie all’unione delle precedenti biblioteche degli istituti di matematica e geometria, quella dell’istituto di biologia animale e la biblioteca dell’istituto di genetica (sorta nel 1948). Nella biblioteca della Scienza e della Terra sono poi confluite le raccolte librarie dei dipartimenti della facoltà di ingegneria e degli istituti di microbiologia e fisiologia vegetale (fondato nel 1969), di cristallografia (istituito nel 1971), geologia e paleontologia e mineralogia e petrografia (entrambi sorti nel 1887) e di genetica biochimica ed evoluzionistica del C.N.R..

## La sede

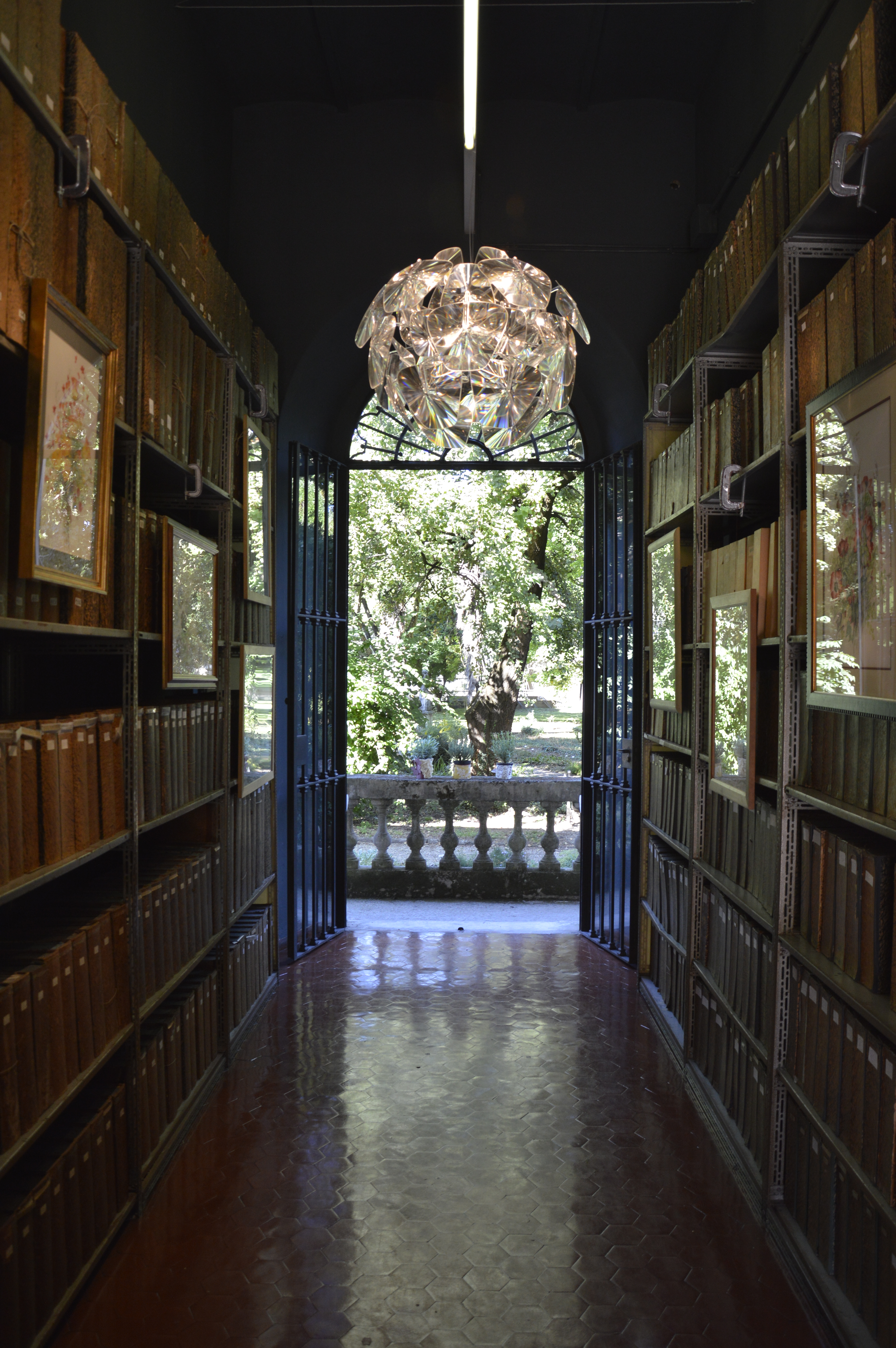
La biblioteca della sezione Orto Botanico.

La sede principale della biblioteca si trova nell’edificio Tamburo, sorto nel 2009 presso la facoltà d’Ingegneria, mentre alcuni fondi librari, come quelli di botanica, sono conservati presso l’Orto Botanico, sorto nel 1773 nel luogo in cui si trovava la chiesa di Sant’Epifanio. La biblioteca dispone di tre sale studio che possono ospitare, complessivamente, circa 320 studenti.

## Le raccolte librarie
La biblioteca conserva 12 fondi librari, gran parte di essi donati da docenti dell’ateneo, da basso una rapida presentazione di quelli più significativi.
Fondo Antico: formato da oltre 2.500 volumi ed estratti, in gran parte raccolti da due direttori dell’Orto Botanico: Giuseppe Moretti (Roncaro 1782- Pavia 1853) e Santo Garovaglio (Como 1805- Pavia 1882), che diressero l’istituto dal 1833 al 1882. Il fondo conta 2 incunaboli, un centinaio di cinquecentine (i volumi più antichi raccolti da Garovaglio sono invece conservati nel fondo Garovaglio della biblioteca Universitaria), 2.100 volumi stampati tra il XVII secolo e il 1830 e include erbari dipinti, flore europee e di altri continenti, testi di anatomia vegetale e sulle piante medicinali. Tra gli erbari più importanti vi è quello di Fulgenzio Vitman, risalente al quarto decennio del Settecento e arricchito da disegni acquerellati, l’Herbarium Universitatis Ticinensis fatto allestire da Giovanni Antonio Scopoli tra il 1777 e il 1788 e quello di Guglielmo Gasparrini (Castelgrande 1803- Napoli 1866) della flora dell’Italia meridionale. Il fondo, data il valore e la rarità di molti dei volumi in esso contenuti, è in fase di digitalizzazione.
Fondo Tommaselli: donato da Ruggero Tomaselli (Trento 1920- Monzuno 1982), che fu presidente dell’istituto di Botanica e dell’Orto Botanico dal 1964 al 1982 e presidente Gruppo di esperti per la cartografia della vegetazione europea del Consiglio d’Europa, lasciò alla biblioteca circa 300 volumi, soprattutto di fitogeografia, cartografia, ecologia e fisiologia vegetale, appartenuti alla sua biblioteca personale.
Fondo Vaccari: pervenuto nel 2016 alla biblioteca grazie alla donazione di Vittorio Vaccari (Voghera 1942), che fu docente di Scienze Merceologiche presso l’università di Pavia, è formato da 168 volumi di merceologia.
Fondo Istituto di Metodi Matematici: formato da 814 volumi giunti dall’istituto di Metodi Matematici.
Fondi Cinquini: donato nel 2001 dagli eredi di Silvio Cinquini (Pavia 1906 -1998), che fu docente di Analisi presso l’università di Pavia e preside della facoltà di Scienze (1957- 1969), e della moglie Maria Cibrario Cinquini (Genova 1906- Pavia 1992), già docente di Analisi Matematica presso le università di Cagliari, Modena e Pavia e accademica dei Lincei. Il fondo conserva 158 volumi, alcuni molto rari.
Fondo Storico: costituito da 373 volumi rari, 265 dei quali editi prima del 1831, di vario argomento (matematica, geometria, fisica e astronomia).

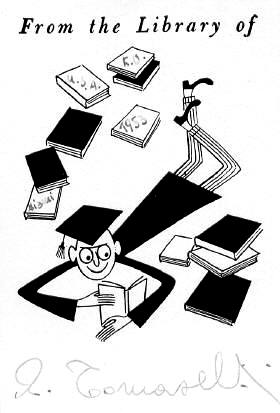
Ex libris di Ruggero Tomaselli.

Fondo Brusotti: donato da Luigi Brusotti (Pavia 1877- Padova 1959), che fu docente di Geometria nelle università di Cagliari, Pisa e Pavia e accademico dei Lincei, comprende 144 volumi, molti di essi stampati prima del 1831, mentre non sono stati ancora catalogati quelli pubblicati dopo 1900, e numerosi periodici ed estratti, in gran parte risalenti ai primi decenni del XX secolo.
Fondo Magenes: giunto alla biblioteca per lascito di Enrico Magenes (Milano 1923 - Pavia 2010), che fu docente di Matematica presso le università di Padova, Modena, Genova e, dal 1959, titolare della cattedra di Istituzioni di Analisi Superiore dell’università di Pavia. Magenes fu inoltre presidente dell’Unione Matematica Italiana, dell’Istituto Analisi Numerica del Consiglio Nazionale delle Ricerche e fu accademico dei Lincei. Il fondo è composto da 282 volumi e 10 faldoni contenenti documenti, corrispondenza e manoscritto dell’accademico.